# Paranorthia antarctica
Paranorthia antarctica är en ringmaskart som beskrevs av Hartman 1967. Paranorthia antarctica ingår i släktet Paranorthia och familjen Onuphidae. Inga underarter finns listade i Catalogue of Life.